# Proechiniscus hanneae
Proechiniscus hanneae är en djurart som tillhör fylumet trögkrypare, och som först beskrevs av Petersen 1951.  Proechiniscus hanneae ingår i släktet Proechiniscus och familjen Echiniscidae. Inga underarter finns listade i Catalogue of Life.